# Rachid Driss
Rachid Driss (arabe : الرشيد إدريس), né le 27 janvier 1917 à Tunis et décédé le 5 septembre 2009 à Carthage, est un homme politique, diplomate et écrivain tunisien.

## Biographie
Rachid Driss est né dans une famille de la petite bourgeoisie tunisoise ; son père est fonctionnaire aux finances et l'un des fondateurs de La Rachidia. Né dans le quartier de Bab Souika, Driss étudie au Collège Sadiki, creuset des militants de la cause nationaliste. Il intègre le mouvement de libération nationale au milieu des années 1930, avec Hédi Saïdi, Habib Thameur et Béchir Zarg Layoun, et milite rapidement dans les rangs du Néo-Destour. Emprisonné à de nombreuses reprises par les autorités, il prend la tête du septième bureau politique du parti en 1941, après l'arrestation de la plupart des leaders nationalistes, et lance le mouvement de la Main noire en mai 1941. Revenu en Tunisie en 1955, après un exil en Espagne puis au Caire, il dirige le quotidien El Amal, l'organe arabophone du Néo-Destour.
Après l'indépendance, il devient ministre des PTT dans le premier gouvernement formé par Habib Bourguiba et siège à l'assemblée constituante. Devenu diplomate, il occupe notamment le poste d'ambassadeur aux États-Unis de 1964 à 1969. Il est ensuite nommé représentant permanent de la Tunisie auprès de l'Organisation des Nations unies à New York en 1970 et élu l'année suivante comme président du Conseil économique et social des Nations unies. À partir de 1981, il anime l'Association des études internationales dont il est le fondateur et qui devient un lieu de débat et d'information pour les futurs diplomates. En 1991, il est nommé à la tête du Haut comité des droits de l'homme et des libertés fondamentales, où il tente durant une décennie d'améliorer les conditions de détention des détenus.
Il est par ailleurs auteur d'une dizaine de livres, dont une autobiographie intitulée De Bab Souika à Manhattan.
Mort le 5 septembre 2009, il est inhumé le lendemain au cimetière de Carthage-Byrsa.

## Distinctions
- Grand cordon de l'Ordre de la République (Tunisie)[4].